# Куп Србије у рагбију 2016.
Куп Србије у рагбију 2016. је било 10. издање Купа Србије у рагбију. 
Трофеј је освојила БРК Црвена звезда.
| Освајач купа Србије у рагбију 2016.           |
| --------------------------------------------- |
| Београдски Рагби Клуб Црвена звезда 4. трофеј |

| Београдски Рагби Клуб Црвена звезда | 20 – 18 | Рагби клуб Партизан |
| ----------------------------------- | ------- | ------------------- |
|                                     |         |                     |